# Эдея
Эдея (порт. Edéia) — муниципалитет в Бразилии, входит в штат Гояс. Составная часть мезорегиона Юг штата Гойас. Находится в составе крупной городской агломерации. Входит в экономико-статистический микрорегион Вали-ду-Риу-дус-Бойс. Население составляет 11 747 человек на 2022 год. Занимает площадь 1469,099 км². Плотность населения — 8 чел./км².
Праздник города — 8 октября. 

## История
Город основан в 1947 году.

## Статистика
- Валовой внутренний продукт на 2003 год составляет 105 585 234,00 реалов (данные: Бразильский институт географии и статистики).
- Валовой внутренний продукт на душу населения на 2003 год составляет 9855,81 реалов (данные: Бразильский институт географии и статистики).
- Индекс развития человеческого потенциала на 2000 год составляет 0,759 (данные: Программа развития ООН).

## География
Климат местности: тропический.